# رود اوختا
رود اوختا (انگلیسی: Ukhta) یک رودخانه در جمهوری کومی کشور روسیه است.